# 横城警察署
横城警察署（フェンソンけいさつしょ）は、江原地方警察庁所管の警察署である。

## 管轄区域
- 横城郡

## 沿革
- 1945年8月15日 -　横城保安署設置。
- 1948年12月5日 - 横城警察署に昇格。

## 管轄地区隊
- 横城地区隊

## 管轄派出所
- 隅川派出所
- 屯内派出所
- 安興派出所
- 晴日派出所
- 書院派出所

## 管轄治安センター
- 講林治安センター
- 甲川治安センター
- 楡峴治安センター
- 新村治安センター